# L'Albère
L'Albère (in catalano L'Albera) è un comune francese di 84 abitanti situato nel dipartimento dei Pirenei Orientali nella regione dell'Occitania.

## Geografia fisica

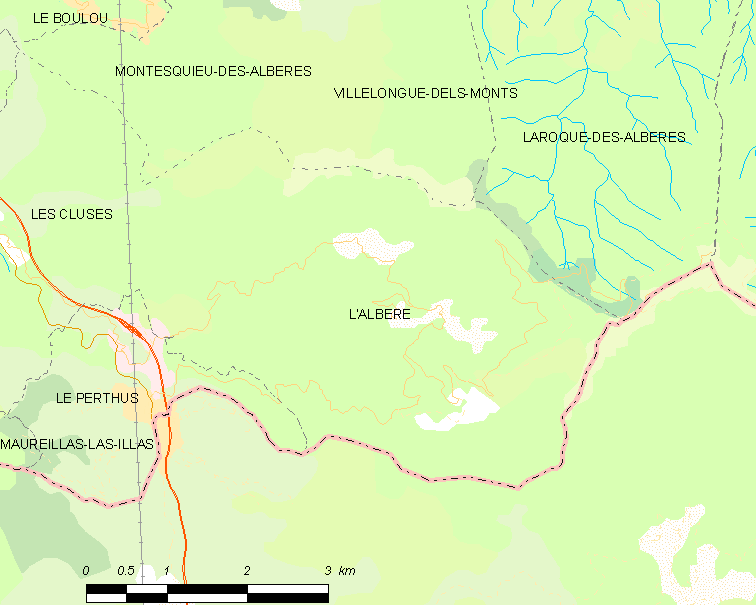
Situazione di L'Albère

## Amministrazione

### Sindaci
| Nome                       | Mandato     |
| -------------------------- | ----------- |
| Sylvestre Vilallongue      | 1795 - 1801 |
| Jacques Oriol              | 1802-1813   |
| Joseph Reste               | 1813-1830   |
| Jacques Oriol              | 1831-1834   |
| Joseph Reste fils          | 1835-1877   |
| Albert Oriol               | 1878-1884   |
| Gustave Tarres             | 1885-1887   |
| Auguste Vinyes             | 1888-1904   |
| Justin Besombes            | 1904-1934   |
| Antoine de Besombes-Singla | 1935-1971   |
| Pierre de Besombes-Singla  | 1971-2013   |
| Marc de Besombes-Singla    | 2013 -      |

## Società

### Evoluzione demografica
Abitanti censiti